# Scottish Football Association
Scottish Football Association (även känt som SFA och The Scottish FA) är det förbund som organiserar fotbollen i Skottland, och man har det yttersta ansvaret för kontrollen och utvecklingen av fotbollen i Skottland. Det bildades 1873 vilket gör det till det näst äldsta nationella fotbollsförbundet i världen, efter fotbollsförbundet i England (1863).
SFA är medlemmar i både Fifa (1910) och Uefa (1954). Man har sitt huvudkontor i Hampden Park, Glasgow där även Scottish Football Museum finns.
Man organiserar bland annat Scottish Cup som spelats varje år sedan 1877 (förutom under de två världskrigen).

## Historia
Fotbollen växte snabbt i Skottland efter att de första klubbarna bildats på 1860-talet, men det fanns ingen struktur och matcher arrangerades ofta på ett slumpartat och oregelbundet sätt.
Queen's Park, en Glasgowklubb grundad 1867, tog initiativet och satte in en annons i en Glasgowtidning 1873, ombud från sju klubbar - Queen's Park, Clydesdale, Vale of Leven, Dumbreck, Third Lanark, Eastern och Granville – närvarade vid mötet den 13 mars 1873. En klubb, Kilmarnock skickade ett brev som talade om att de ville vara med.
Den dagen bildade de åtta klubbarna Scottish Football Association, och bestämde att, "The clubs here represented form themselves into an association for the promotion of football according to the rules of The Football Association and that the clubs connected with this association subscribe for a challenge cup to be played for annually, the committee to propose the laws of the competition".

## Cupturneringar
Scottish Football Association organiserar följande turneringar: 
- Scottish Cup
- Scottish Qualifying Cup
- Scottish Youth Cup

Även SFA inte lägger sig det dagliga arbetet i Scottish Premier League eller Scottish Football League utser de domare till matcherna i ligorna.